# Gaspare Pacchierotti
Gaspare Pacchierotti, także Pacchiarotti (ochrzczony 21 maja 1740 w Fabriano, zm. 28 października 1821 w Padwie) – włoski śpiewak operowy, sopran (kastrat).

## Życiorys
Uczył się w Wenecji u Ferdinando Bertoniego. W latach 1765–1768 był solistą chóru przy bazylice św. Marka. Jako śpiewak operowy debiutował w 1766 roku w Teatro San Giovanni Grisostomo. Występował w Palermo (1769–1771), Neapolu (1771–1776) i Mediolanie (1778). W latach 1778–1780 śpiewał w King’s Theatre w Londynie. W 1782 roku wystąpił w pałacu Tuileries w Paryżu przed francuską rodziną królewską. W latach 1784–1791 występował w Wenecji, w 1791 roku ponownie odwiedził Londyn. W sezonie 1792–1793 śpiewał na deskach weneckiego Teatro La Fenice. W 1793 roku, już jako zamożny i podziwiany człowiek, osiadł w Padwie, gdzie poświęcił się studiom literackim i muzycznym. W późniejszych latach śpiewał jeszcze dla Napoleona Bonapartego w Padwie (1796) i na pogrzebie Ferdinando Bertoniego w Wenecji (1814).
Dysponował głosem o rozległej skali, sięgającym od B do c3. Był ostatnim z wielkich kastratów XVIII wieku. W jego repertuarze znajdowały się zarówno role buffa, jak i seria. Występował w operach takich twórców jak Niccolò Jommelli, Baldassare Galuppi i Niccolò Piccinni. Przyjaźnił się z Carlo Goldonim i Gioacchino Rossinim. Jego uczennicami były Rosmunda Pisaroni i Luigia Boccabadati.